# Massacre de Manguinhos
O Massacre de Manguinhos foi um caso de expurgo político ocorrida no então Instituto Oswaldo Cruz (IOC) - hoje unidade técnico científica da Fundação Oswaldo Cruz (Fiocruz) - durante a ditadura militar brasileira. Dez cientistas do IOC/Fiocruz foram cassados em 1º de abril de 1970 com base no Ato Institucional n.º 5 (AI-5).
A cassação foi ordenada pelo então Ministro da Saúde, Francisco de Paula da Rocha Lagoa. O caso foi tema do livro O Massacre de Manguinhos (1978) de Herman Lent.
No dia 6 de abril, foi publicado o decreto que determinava a aposentadoria dos dez cientistas. Com isso, o IOC perdeu 14% do seu quadro de pesquisadores, que na época contava com 70 profissionais. O assunto fora noticiado ainda em 3 de abril de 1970 no Jornal do Brasil, com a lista inicial de oito cientistas.
Os seguintes são os cientistas aposentados de forma compulsória conforme a lista publicada no Diário Oficial:
- Augusto Cid de Mello Périssé
- Domingos Arthur Machado Filho
- Fernando Braga Ubatuba
- Haity Moussatché
- Herman Lent
- Hugo de Souza Lopes
- Masao Goto
- Moacyr Vaz de Andrade
- Sebastião José de Oliveira
- Tito Arcoverde de Albuquerque Cavalcanti

Todos tinham mais de 20 ou 30 anos de atuação científica, eram reconhecidos por sua intensa produção científica e líderes de grupos de pesquisa. Muitos tinham sido chefes de laboratórios, seções e divisões.
O termo foi cunhado pelo entomólogo Herman Lent numa alusão ao bairro da Zona Norte da cidade do Rio de Janeiro onde fica o Pavilhão Mourisco, prédio-símbolo da Fiocruz, e eternizado como título de seu livro, lançado em 1978 e relançado em 2019.

## Histórico
Em 25 de maio de 1900, foi criado pela prefeitura do Distrito Federal (na época o Rio de Janeiro), visando produzir soros e vacinas contra a peste bubônica, o Instituto Soroterápico Federal, incorporado à administração pública federal em 1900, por decisão do ministro da Justiça e Negócios Interiores, Epitácio Pessoa (1865-1942). O local escolhido foi a Fazenda de Manguinhos, em Inhaúma, local que até o final do século XIX era ocupado pelos fornos de incineração do lixo da cidade.
Em 1907, o órgão passou por sua primeira reorganização, que consolidaria em seu regulamento as atividades já realizadas, além de lhe conferir maior autonomia, subordinado diretamente ao Ministério da Justiça e Negócios Interiores. Pelo decreto n. 1.802, de 12 de dezembro de 1907, o órgão teve alterada sua denominação para Instituto de Patologia Experimental de Manguinhos, além de estabelecidas competências e estrutura. Por esse decreto foram ampliadas suas atribuições originais, ficando encarregado do estudo das moléstias infecciosas e parasitárias de seres humanos, animais e plantas; questões referentes a higiene e zoologia; preparo dos soros terapêuticos e demais produtos congêneres, destinados ao tratamento e profilaxia da moléstia; escola de veterinária, compreendendo a patologia, a higiene e terapêutica, acompanhando os trabalhos científicos ocorrentes.

## Perseguição
Ao longo do século XX, a instituição testemunhou várias transformações políticas no Brasil. Perdeu sua autonomia com a Revolução de 1930 e foi foco de muitos debates nas décadas de 1950 e 1960. O golpe militar de 1964, por sua vez, seria o evento de maior intensidade a atingir o instituto, pois alguns de seus cientistas mais ilustres teriam seus direitos políticos cassados por ordem do governo federal e perderiam seus empregos, que ficou conhecido como o Massacre de Manguinhos.
Em 1964, o instituto era dirigido por Joaquim Travassos da Rosa, sanitarista que fizera carreira no Instituto Butantan, em São Paulo. Em 24 de abril, o médico Raimundo de Moura Britto (1909-1988), tão logo se tornou ministro da Saúde, exigiu a entrega das funções de chefia por parte dos pesquisadores, sendo sete dos dez cientistas que viriam a ser cassados anos mais tarde e que foram afastados das chefias de divisão e de seção. Em sua posse, o ministro alegou que:
| “ | (...) as ideias exóticas que em Manguinhos foram infiltradas serão banidas definitivamente. (...) Manguinhos de amanhã será uma colmeia de trabalho e não um foco de ideias subversivas. | ” |

Diante disso, solicitou que a Comissão Geral de Investigações, criada pelo decreto 53.897, de 27 de abril de 1964, formasse uma subcomissão e instaurasse inquérito civil, a cargo de Olympio Oliveira Ribeiro da Fonseca (1895-1978), ex-diretor do IOC. O objetivo era investigar pesquisadores e funcionários do instituto, por supostas ações subversivas e desvios administrativos.
Em 23 de junho de 1964, Raimundo nomeou o médico Francisco de Paula da Rocha Lagoa para chefiar o Instituto Oswaldo Cruz. Médico de produção científica insignificante para tal cargo, ele fora escolhido por ser anticomunista, ter curso da Escola Superior de Guerra e por ter vínculos familiares com políticos da UDN, partido do qual o ministro era filiado.
Todos os funcionários em cargos de chefia foram substituídos por aqueles que se adequassem melhor à nova orientação e o Conselho Deliberativo foi desativado. Assim, o grupo de pesquisadores que se mobilizava em prol de uma maior participação na definição de uma política científica nacional, e que até então vinha ocupando importantes cargos dentro da instituição perdeu espaço dentro do instituto.
A nova direção do instituto ainda enviou ofícios a entidades internacionais e universidades pedindo que os auxílios financeiros passassem pelo seu crivo ao invés de seguirem diretamente para os pesquisadores beneficiados. Com isto, a direção poderia alocar recursos para os setores de seu interesse, principalmente para as divisões de microbiologia e virologia, que tiveram um aumento considerável no número de doses de vacinas e soros produzidos. Algumas instituições, porém, não aceitaram a pressão do IOC. A Fundação Ford, por exemplo, que destinaria, em 1964, 40 mil dólares para financiar a seção de hematologia, suspendeu seu auxílio.

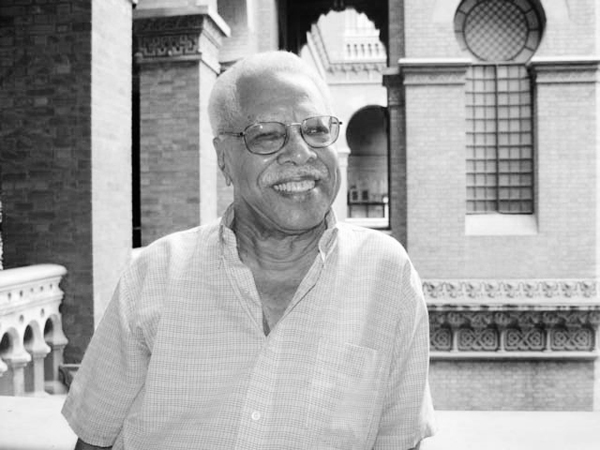
O entomologista Sebastião José de Oliveira no Pavilhão Mourisco no campus Manguinhos da Fiocruz.

Rocha Lagoa começou a centralizar a alocação de verbas, relegando outros setores a segundo plano. Como diretor do instituto, ele também tinha acesso direto ao Conselho Nacional de Pesquisa, onde exerceu pressão para que os auxílios concedidos a Herman Lent e Haity Moussatché não se renovassem, sob a alegação de que desejava estabelecer trabalhos. Desta forma, o conselho acabou por não renovar as bolsas dos pesquisadores.
No começo de 1965, os pesquisadores conseguiram uma audiência com o ministro Raimundo de Brito, para denunciar a transformação do Instituto Oswaldo Cruz em um órgão de solução de problemas sanitários em detrimento das pesquisas científicas. Assim, eles propuseram a criação de um instituto de saúde pública que se encarregasse da produção de insumos e dos estudos nosológicos. Mas o ministro continuou manifestando apoio à direção de Manguinhos. Eles também defendiam a criação de um ministério da ciência, de maneira a defender o instituto, pois entendiam que a produção científica era um importante instrumento para o desenvolvimento nacional.
Em junho de 1965, os pesquisadores representando várias instituições de pesquisa, participam de uma audiência com o Ministro do Planejamento, Roberto Campos, para expor a ideia do Ministério da Ciência. Mas o ministro defendeu que os institutos de pesquisa devem ser órgãos de execução, enquanto os órgãos de pesquisa deveriam ser só as universidades. A criação do ministério não conseguiu angariar apoio e os cientistas que o defendiam foram acusados de serem subversivos e de conspirarem contra o Estado.
Rocha Lagoa entendeu que a atitude dos cientistas deveriam ser punida e sugeria a remoção dos “notórios comunistas de alta periculosidade” sob o pretexto de “resguardar o bom nome da instituição. Ao mesmo tempo que o governo militar incentivava o desenvolvimento científico e tecnológico, ele afastava das tomadas de decisão os indivíduos mais qualificados da comunidade científica, desarticulando os setores mais críticos e contrariando os ideais de autonomia, liberdade e participação.
Após 1968, várias universidades e institutos, entre eles a Universidade de São Paulo (USP), a Universidade do Estado do Rio de Janeiro (Uerj),
a Universidade Federal de Minas Gerais (UFMG), o Centro Brasileiro de Pesquisas Físicas (CBPF), a Universidade de Brasília (UnB), teriam professores e pesquisadores cassados ou aposentados por atos institucionais, refletindo o clima político da época, marcado pelo endurecimento do regime militar, que impôs o Ato Institucional n° 5 (AI-5), que conferia plenos poderes ao Executivo, podendo suspender os direitos políticos de qualquer cidadão e a censura prévia à imprensa.

## Os acontecimentos do dia 1º de abril de 1970
Em outubro de 1969, o general Emílio Garrastazu Médici chegou à Presidência da República, o que inaugurou os anos de maior repressão e controle do regime militar, com a nomeação de Rocha Lagoa para o Ministério da Saúde. Em 1º de abril do ano seguinte, o Diário Oficial publicava o decreto, baseado no AI-5, que suspendia os direitos políticos por dez anos de Haity Moussatché, Herman Lent, Moacyr Vaz de Andrade, Augusto Cid Mello Perissé, Hugo de Souza Lopes, Sebastião José de Oliveira, Fernando Braga Ubatuba e Tito Cavalcanti.
Um novo decreto, que implicava no afastamento de Manguinhos, elevava para dez os pesquisadores atingidos, incluindo Domingos Arthur Machado Filho e Masao Goto. Todos os cientistas foram impedidos de trabalhar não apenas no instituto, mas também em qualquer órgão das esferas federal, estadual ou municipal. Para alguns, restou o exílio no exterior. Vários desses pesquisadores eram membros Academia Brasileira de Ciências (ABC) e foram fundadores da Sociedade Brasileira para o Progresso da Ciência (SBPC).
Entre 1964 e 1966, os pesquisaores responderam a três inquéritos: civil, militar e administrativo. Quando eram chamados para depor, sob acusação de serem "corruptos", "subversivos" e "conspiradores", eram questionados se tinham filiação com algum partido político ou se eram comunistas. Nenhum inquérito conseguiu provar atividades criminosas da parte dos pesquisadores.

## Consequências
A cassação de cientistas freou por anos o desenvolvimento de pesquisas no Instituto Oswaldo Cruz. Ela trouxe uma paralisia institucional que teve reflexos em todos os setores do instituto. Até meados de 1980, a agora denominada Fundação Oswaldo Cruz (Fiocruz), tinha linhas de pesquisas interrompidas, formação de jovens pesquisadores paralisadas, laboratórios fechados, falta de pessoal, acordos de cooperação principalmente internacional suspensos e importantes coleções científicas sob risco de destruição.
Os servidores e estudantes de Manguinhos também foram impactados. Vários destes futuros pesquisadores foram expulsos dos laboratórios ou até mesmo impedidos de entrar na propriedade. Vários pesquisadores e técnicos do instituto foram transferidos para outras instituições do Ministério da Saúde, como Mario Vianna Dias, Charles Esberard, Ivan Caldas Marins, entre outros. Vários pesquisadores que permaneceram no Brasil exerceram atividades docentes na Universidade Santa Úrsula e em outras faculdades particulares, dada a impossibilidade de trabalharem para o governo.

## Reintegração
Cinco anos após a sanção da Lei de Anistia, em 1986, os dez cientistas foram reintegrados à Fiocruz. Somente Herman Lent optou por não regressar à instituição, preferindo continuar na Universidade Santa Úrsula, em Botafogo. Os outros nove pesquisadores sugeriram nomes que consideravam importantes para o desenvolvimento de suas pesquisas. O então presidente da Fiocruz, o sanitarista Sérgio Arouca (1941-2003), autorizou as contratações.
A cerimônia de reintegração ocorreu em 15 de agosto daquele ano, contando com a presença do ator Mário Lago (1911-2002), presidente da Comissão Nacional de Anistia; do deputado federal Ulysses Guimarães (1916-1992), presidente da Câmara; e do antropólogo Darcy Ribeiro (1922-1997), então vice-governador do Rio.
| “ | A dor que me dói, a lágrima que eu choro, é pelas pesquisas que foram interrompidas e nunca mais se farão. É pelos jovens cientistas que teríamos formado e que não se formarão nunca. A Ciência é a última profissão que não se aprende nos livros. É um cientista que cria outro. E vocês, os mais preparados para frutificar novas gerações, foram proibidos de se multiplicar. - Darcy Ribeiro. | ” |